# Aphelaria subglobispora
Aphelaria subglobispora är en svampart som beskrevs av P. Roberts 1999. Aphelaria subglobispora ingår i släktet Aphelaria och familjen Aphelariaceae.   Inga underarter finns listade i Catalogue of Life.